# Mistrovství ČSR (lední hokej)
Mistrovství ČSR bylo mistrovství Československa v ledním hokeji pro rok 1924, konané pod záštitou Kanceláře prezidenta republiky.
Mistrovství se konalo na letenském kluzišti pražské Slavie po dobu dvou dnů. K turnaji se mohl přihlásit každý. Vítězem se stala HC Slavia Praha, která ve finále porazila ČSK Vyšehrad 1907 17:0. Osm gólů ve finále zaznamenal Valentin Loos, pět Jaroslav Jirkovský a čtyři Josef Šroubek. Kromě ČSK Vyšehrad 1907 a dvou týmů Slavie se turnaje zúčastnily ještě BZK Praha, AFK Union Žižkov a SK Strakonice. Pohár pro mistra věnoval osobně 1. československý prezident Tomáš Garrigue Masaryk, možná i proto, že jeho předčasně zesnulý syn Herbert patřil k hokejovým průkopníkům.

## Zajímavost
Turnaje se na protest nezúčastnila AC Sparta Praha, která v tu dobu vedla se Slavií zákulisní válku na československém hokejovém svazu. Dokonce si ve stejný termín na své hřiště pozvala divácky atraktivního soupeře Wiener EV.